# نشان گل خار
نشان گل خار (انگلیسی: Order of the Thistle) نشان باستانی و شریف گل خار، عنوان نشانی است بر پایهٔ نشان جوانمردی. نسخهٔ فعلی این نشان در سال ۱۶۸۷ و توسط پادشاه جیمز دوم (پادشاه انگلستان و ایرلند) تأسیس گردید که این موضوع با ادعای پیشگامی در جهت احیای این نشان صورت گرفت. این نشان قابل اعطا به طرفداران، شوالیه‌ها و شهبانوان و همچنین اعضای خاندان سلطنتی بریتانیا و پادشاهان خارجی است. علامت و نام اصلی برگرفته برای این نشان، بر پایهٔ گل خار که گل ملی اسکاتلند می‌باشد است.

## نگارخانه

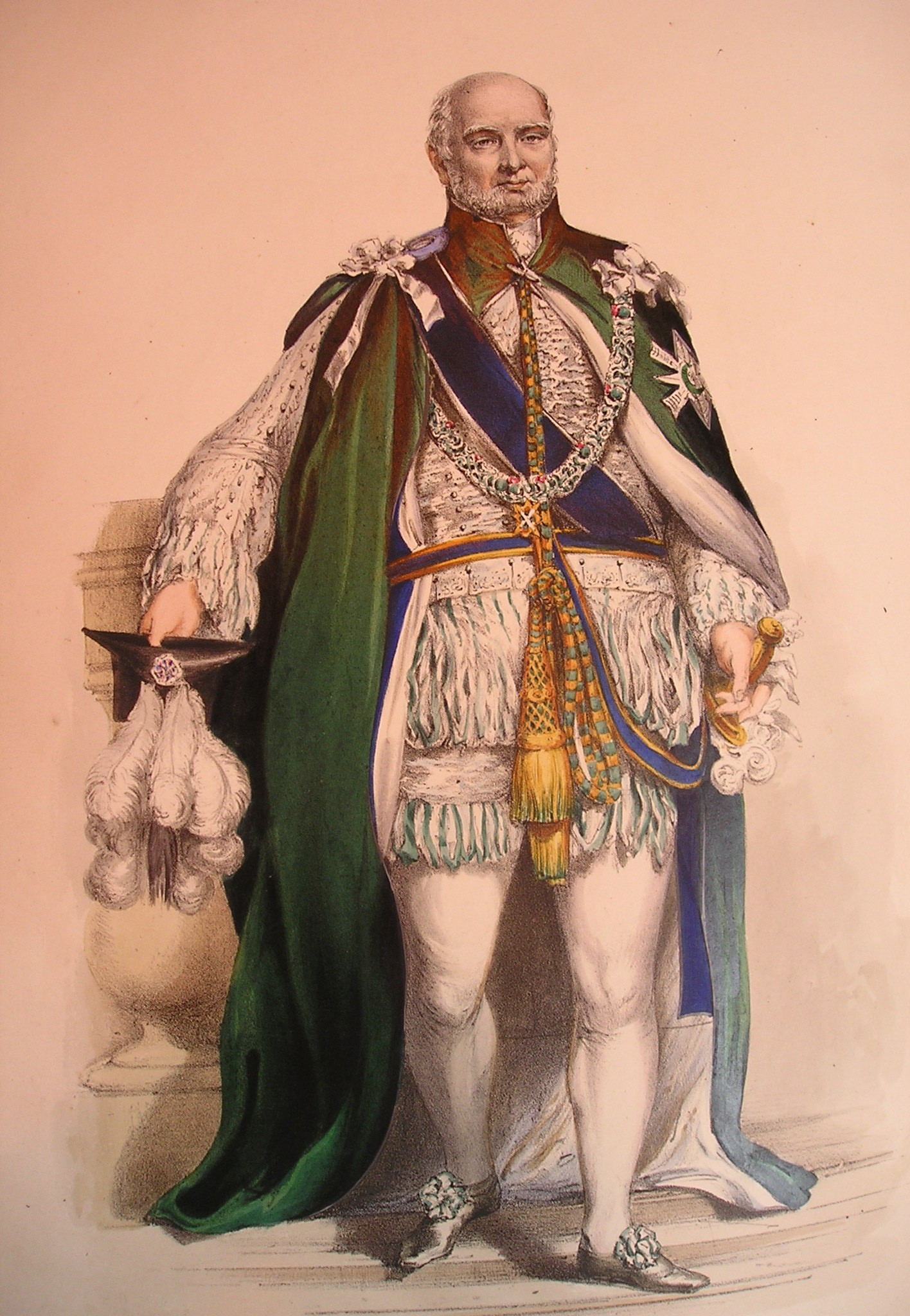
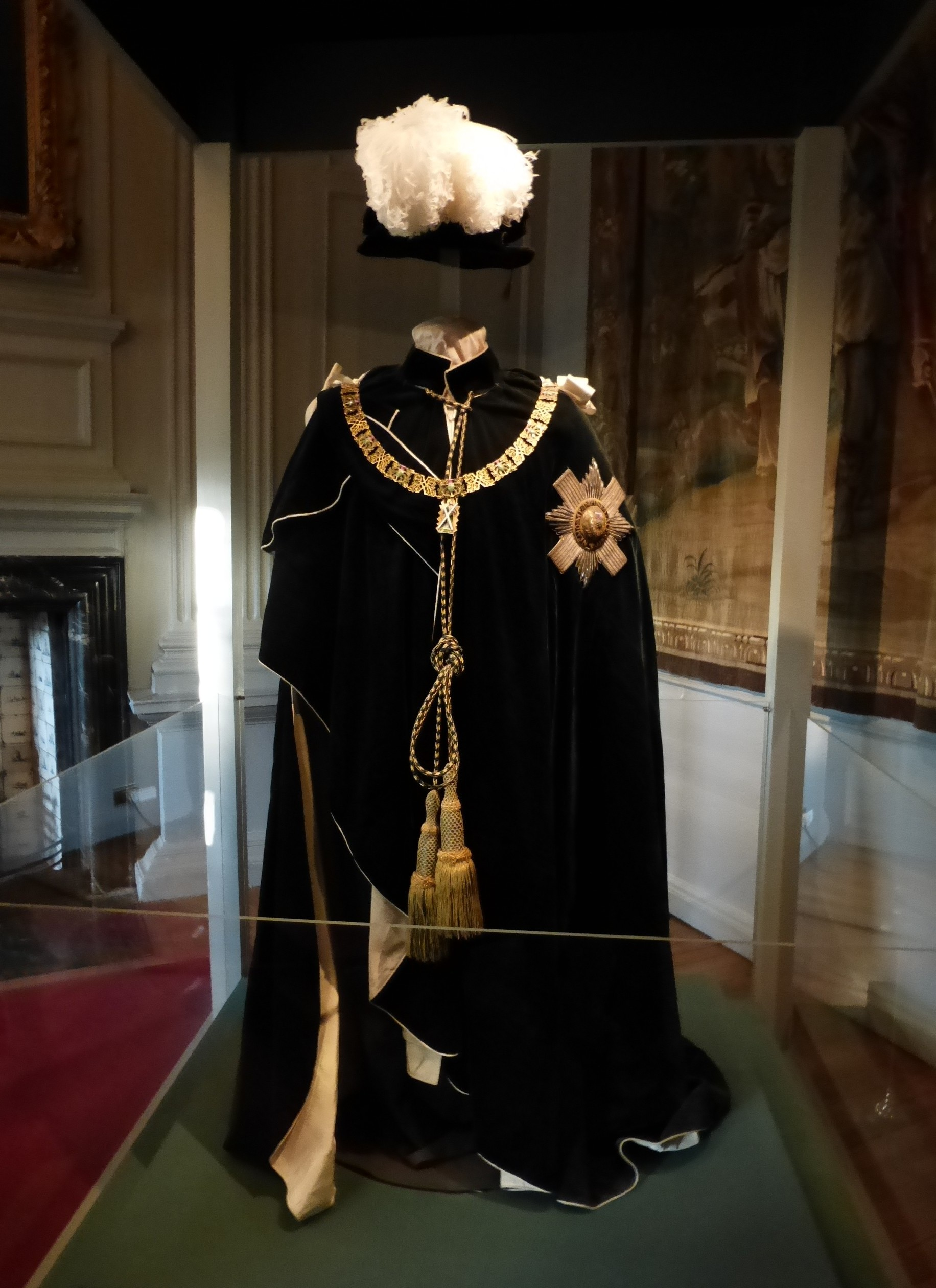
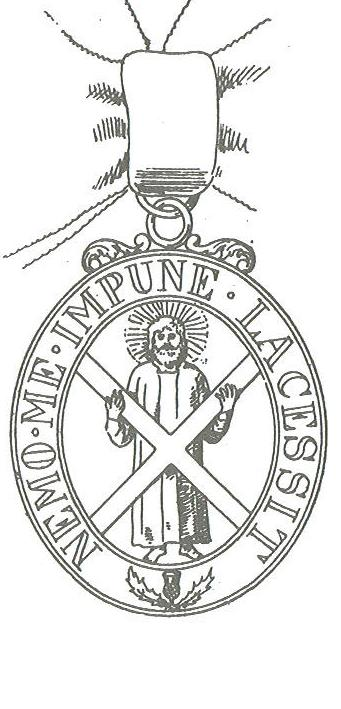
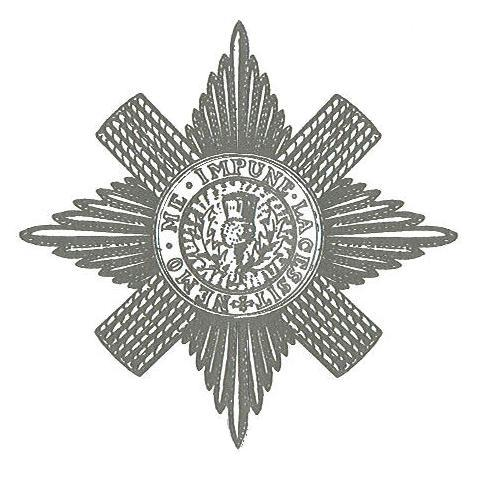
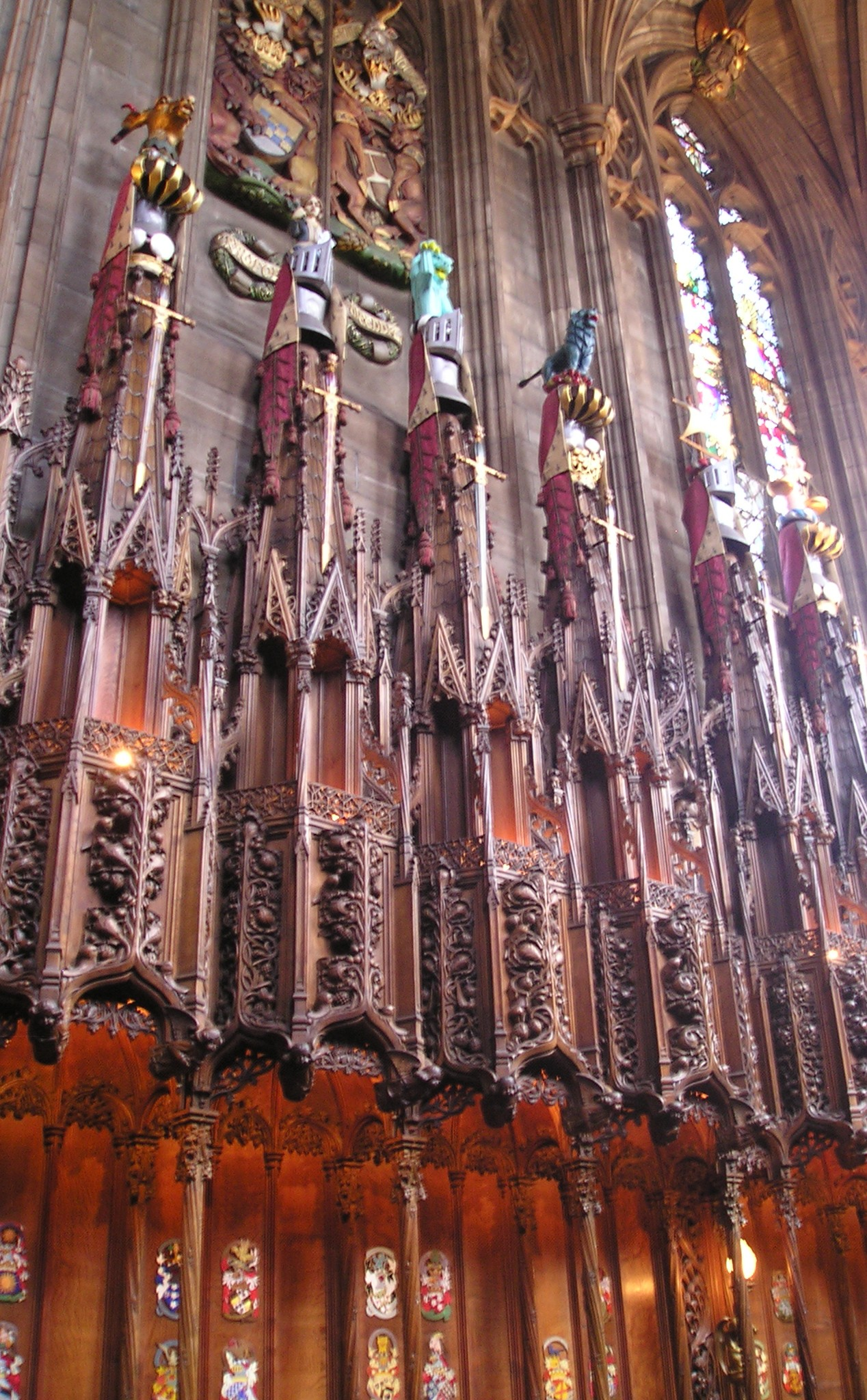
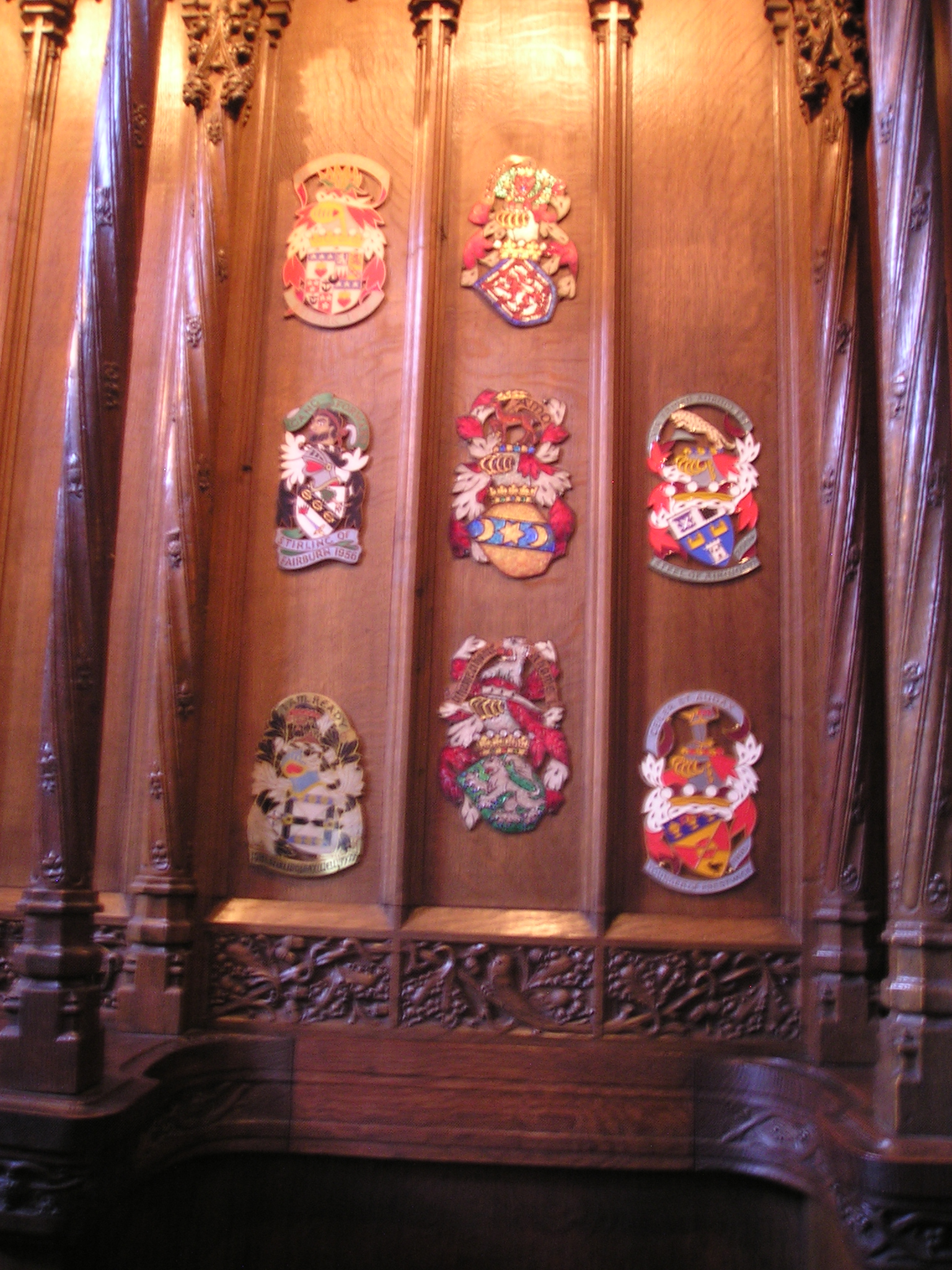